# Холодово
Холодово — упразднённая деревня в Кромском районе Орловской области России.

## География
Урочище находится в юго-западной части Орловской области, в лесостепной зоне, в пределах центральной части Среднерусской возвышенности, на левом берегу ручья Холодный, на расстоянии примерно 14 километров (по прямой) к северо-западу от посёлка городского типа Кромы, административного центра района. Абсолютная высота — 204 метра над уровнем моря.

### Климат
Климат умеренно континентальный, умеренно влажный. Среднегодовая температура воздуха — 3,8 °C. Средняя многолетняя температура самого холодного месяца (января) составляет −10 — −8 °C (абсолютный минимум — −39 °C); самого тёплого месяца (июля) — 18 — 19 °C (абсолютный максимум — 38 °C). Безморозный период длится около 145 дней. Среднегодовое количество атмосферных осадков составляет 490—590 мм, из которых большая часть выпадает в тёплый период. Снежный покров держится в течение 126 дней.

## История
Деревня Холодово принадлежала, участнику Отечественной войны 1812 года, генерал-лейтенанту Н. И. Лаврову, после смерти которого, перешла его сестре, а после неё — племяннице В. П. Тургеневой. Деревни Холодово, Озёрова и Кочевая были унаследованы И. С. Тургеневым в 1861 году.
В «Списке населенных мест Орловской губернии по сведениям 1866 года» населённый пункт упомянут как владельческое сельцо Холодова (Холодовка) Кромского уезда (1-го стана), при колодцах, расположенное в 17 верстах от уездного города Кромы. В сельце имелось 30 дворов и проживало 427 человек (207 мужчин и 220 женщин).
Упразднена не ранее 2002 года.